# مقاطعة سوادكوه الشمالي
مقاطعة سوادكوه الشمالي (بالفارسية: شهرستان سوادکوه شمالی) هي إحدى مقاطعات محافظة مازندران في إيران. كان عدد سكان المقاطعة سنة 2006 حوالي 23,751 نسمة.